# Comuna Ydre
Ydre (Ydre kommun) este o comună din comitatul Östergötlands län, Suedia, cu o populație de 3.617 locuitori (2013).

## Geografie

### Zone urbane
Lista celor mai mari zone urbane din comună (anul 2015) conform Biroului Central de Statistică al Suediei:
| Nr | Zona urbană | Pop. |
| -- | ----------- | ---- |
| 1  | Österbymo   | 897  |
| 2  | Hestra      | 458  |
| 3  | Rydsnäs     | 282  |

## Demografie
| \| Evoluția demografică în comuna Ydre, 1970–2015 \| Evoluția demografică în comuna Ydre, 1970–2015 \| Evoluția demografică în comuna Ydre, 1970–2015 \| Evoluția demografică în comuna Ydre, 1970–2015 \| Evoluția demografică în comuna Ydre, 1970–2015 \| \| ----------------------------------------------------------------------------------------------------- \| ---------------------------------------------- \| ---------------------------------------------- \| ---------------------------------------------- \| ---------------------------------------------- \| \| An \| \| \| Locuitori \| \| \| 1970 \| 1970 \| \| 4363 \| 4363 \| \| 1975 \| 1975 \| \| 4297 \| 4297 \| \| 1980 \| 1980 \| \| 4362 \| 4362 \| \| 1985 \| 1985 \| \| 4330 \| 4330 \| \| 1990 \| 1990 \| \| 4333 \| 4333 \| \| 1995 \| 1995 \| \| 4276 \| 4276 \| \| 2000 \| 2000 \| \| 4131 \| 4131 \| \| 2005 \| 2005 \| \| 3866 \| 3866 \| \| 2010 \| 2010 \| \| 3672 \| 3672 \| \| 2015 \| 2015 \| \| 3658 \| 3658 \| \| Sursa: SCB - Statistika Centralbyrån, Folkmängd efter region, civilstånd, ålder och kön. År 1968–2016 \| \| \| \| \| |      |  |           |      |
| Evoluția demografică în comuna Ydre, 1970–2015 |      |  |           |      |
| An |      |  | Locuitori |      |
| 1970 | 1970 |  | 4363      | 4363 |
| 1975 | 1975 |  | 4297      | 4297 |
| 1980 | 1980 |  | 4362      | 4362 |
| 1985 | 1985 |  | 4330      | 4330 |
| 1990 | 1990 |  | 4333      | 4333 |
| 1995 | 1995 |  | 4276      | 4276 |
| 2000 | 2000 |  | 4131      | 4131 |
| 2005 | 2005 |  | 3866      | 3866 |
| 2010 | 2010 |  | 3672      | 3672 |
| 2015 | 2015 |  | 3658      | 3658 |
| Sursa: SCB - Statistika Centralbyrån, Folkmängd efter region, civilstånd, ålder och kön. År 1968–2016 |      |  |           |      |